# 佐藤企画
株式会社佐藤企画（さとうきかく）は、浅井企画でマネージャーをしていた佐藤宏榮によって設立された芸能事務所。所在地は東京都港区赤坂。

## 概要
暖簾分けの形で設立された事もあり、所属タレントも過去に浅井企画所属であった者が多く、萩本欽一に至っては、双方に同時に籍を置く形を取っている。また業務面でも浅井企画と提携しており、実質的な兄弟会社と言える。
萩本欽一が立ち上げた社会人野球チーム「茨城ゴールデンゴールズ」の電話問い合わせ先も設けられている。

## 所属タレント
- 逸見太郎
- 片岡安祐美
- 神山大和
- 伽代子
- 児玉陽子
- 高橋真美
- Take2
  - 東貴博
  - 深沢邦之
- 徳光正行
- 西方裕之
- 西山浩司
- はしのえみ
- 三丘翔太
- 森末慎二
- 萩本欽一（浅井企画・萩本企画業務提携）
- 増田惠子（ケイ・オフィス業務提携）

## 過去の所属タレント
- 有明ポスター
- 泉ピン子
- 逸見愛
- 小島一慶
- 佐久間哲
- 佐藤あつし
- 松原ひとし（CHA-CHAの松原桃太郎）
- 田中美佐子
- ちゃちゃ丸
- やまもとまさみ